# Heorhij Kirpa
Heorhij Mykołajowycz Kirpa, ukr. Георгій Миколайович Кірпа (ur. 20 lipca 1946 w Kłubiwce, zm. 27 grudnia 2004 w Kijowie) – ukraiński polityk, minister transportu w rządzie Wiktora Janukowycza, z wykształcenia inżynier transportu.

## Życiorys
Do 2000 pracował na różnych stanowiskach w państwowych przedsiębiorstwach transportowych. Kierował m.in. narodowym przedsiębiorstwem kolejowym Ukrzaliznycia. Od 2000 do 2001 był wiceministrem transportu. W 2002 uzyskał mandat deputowanego (z listy koalicji Za Jedyną Ukrainę), nie złożył jednak ślubowania z uwagi na objęcie stanowiska ministra transportu. Urząd ten pełnił do lipca 2004. Wcześniej w tym samym roku założył własne ugrupowanie pod nazwą Partii Odrodzenia.
Zmarł w okresie pomarańczowej rewolucji. Został znaleziony martwy w swoim domu na osiedlu Bortnyczi. Za najbardziej prawdopodobne uznano samobójstwo poprzez zastrzelenie się. W tym samym czasie pojawiły się zapowiedzi ze strony nowego prezydenta Ukrainy, Wiktora Juszczenki odnośnie do kontroli wydatków państwowych m.in. w resorcie transportu, z którego środki miały być przeznaczane na kampanię wyborczą Wiktora Janukowycza.
Heorhij Kirpa został wyróżniony m.in. tytułem Bohatera Ukrainy i Orderem Księcia Jarosława Mądrego V klasy oraz radzieckim Orderem Przyjaźni Narodów, a także honorowym obywatelstwem Kijowa, Kowla i Charkowa.